# Arthur Bell
Arthur Armstrong Bell (20. februar 1899 – 23. februar 1963) var en canadisk roer som deltog i de olympiske lege 1924 i Paris.
Bell vandt en sølvmedalje i roning under OL 1924 i Paris. Han var med på den canadiske otteren som kom på en andenplads efter USA. Deltagerne på den canadiske otteren bestod af Bell, Robert Hunter, William Langford, Harold Little, John Smith, Warren Snyder, Norman Taylor, William Wallace og Ivor Campbell som var styrmand.   